# Gylippus krivokhatskyi
Gylippus krivokhatskyi är en spindeldjursart som beskrevs av Gromov 1998. Gylippus krivokhatskyi ingår i släktet Gylippus och familjen Gylippidae. Inga underarter finns listade i Catalogue of Life.